# Giuseppe Diotti

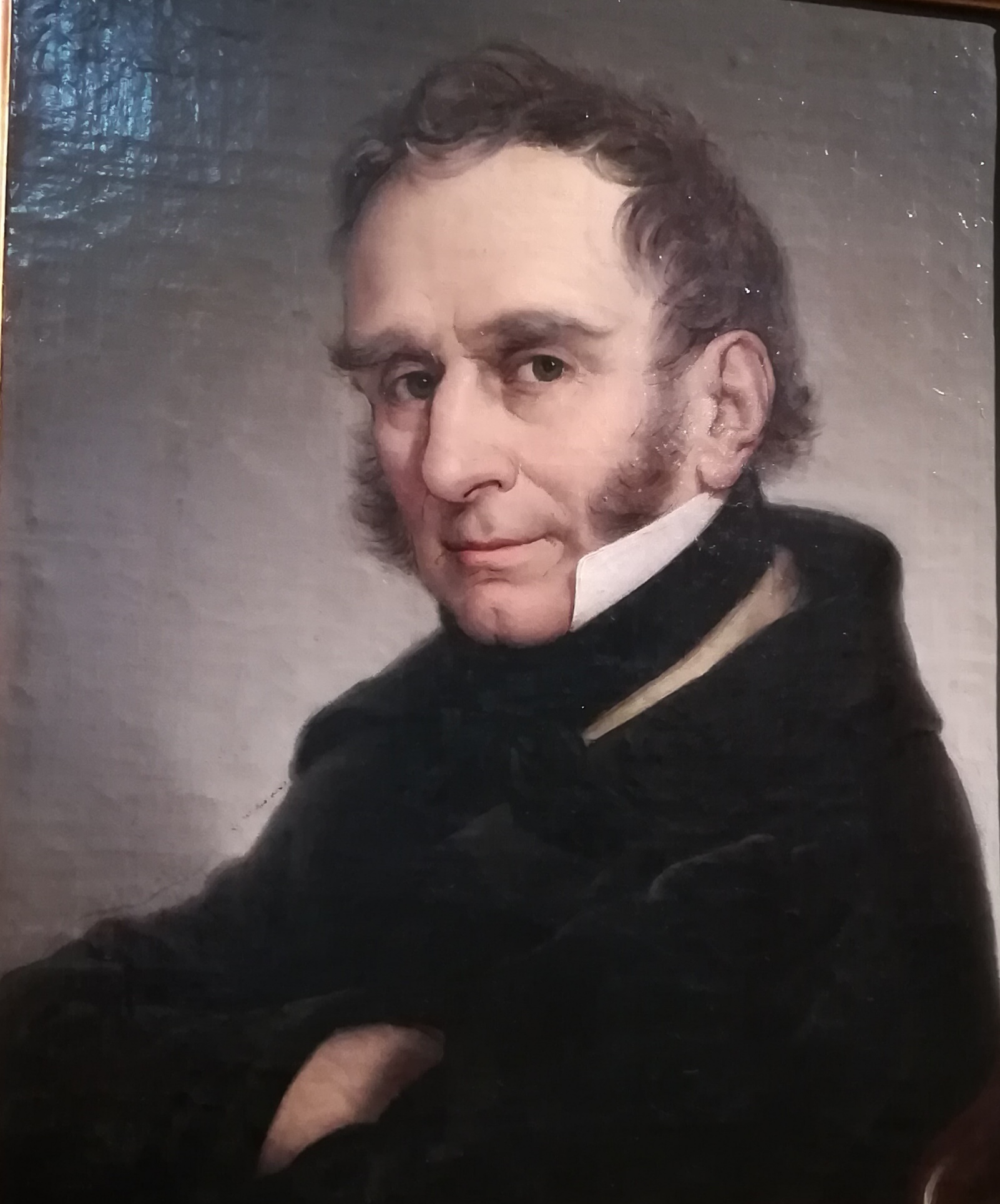
Giuseppe Diotti
Autoritratto

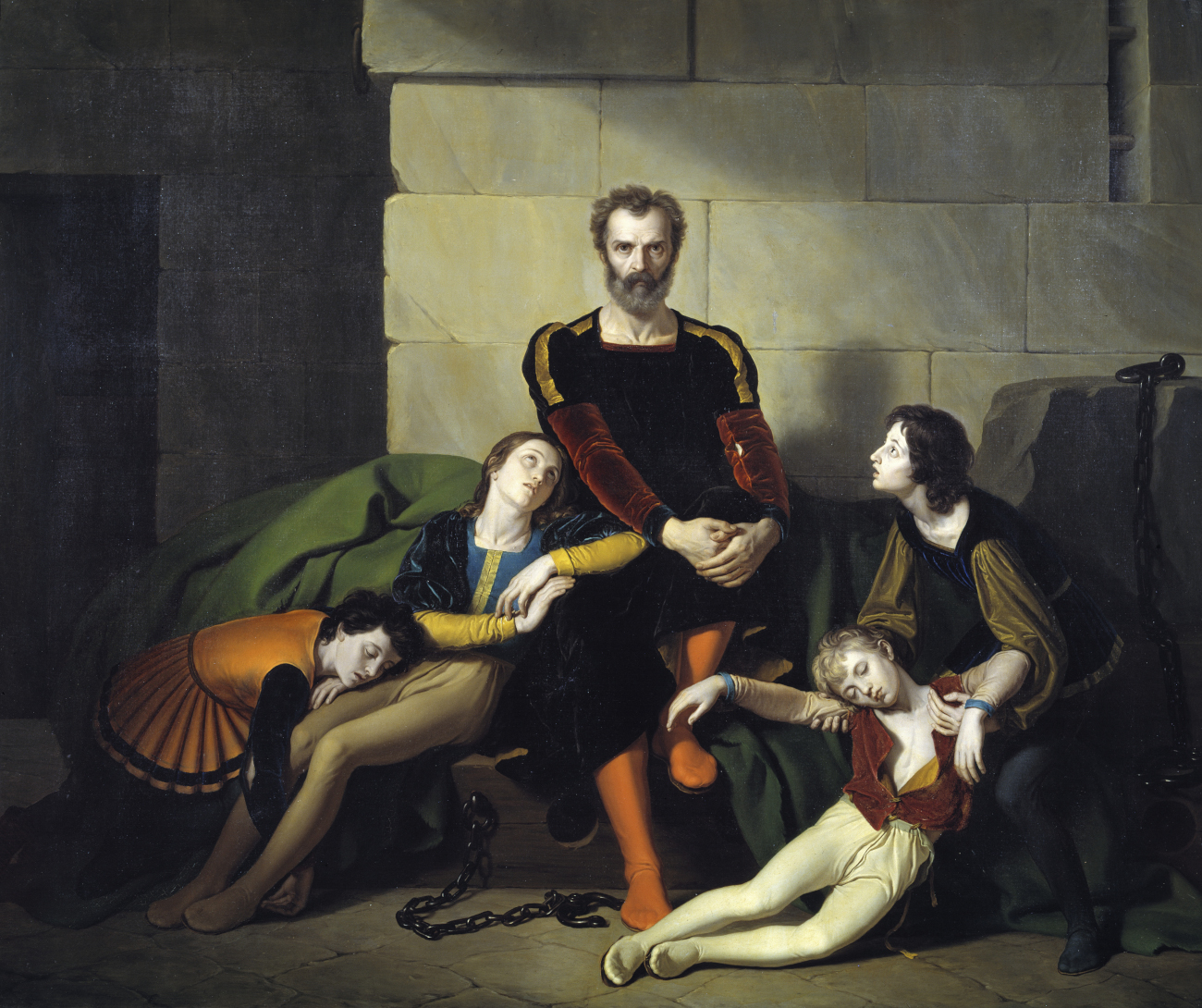
Il conte Ugolino imprigionato con la famiglia (1820)

Giuseppe Diotti (Casalmaggiore, 1º marzo 1779 – Casalmaggiore, 30 gennaio 1846) è stato un pittore italiano.

## Biografia
Il suo apprendistato artistico ebbe luogo nella città natale presso lo studio del figurista Paolo Araldi dal 1790 fino al 1794; in seguito continuò la sua formazione presso l'Accademia di Parma sotto la guida di 
Gaetano Callani, dove rimase fino al 1796, quando l'Accademia chiuse a causa dei disordini rivoluzionari, e Diotti fu costretto a rimpatriare.
Nel 1804 si recò a Milano per il concorso volto ad assegnare sei pensioni di studio quadriennali a Roma, dove Diotti si trasferì all'inizio del 1805 e rimase fino all'agosto del 1809; qui ebbe occasione di studiare l'immenso patrimonio artistico della città e di venire a contatto con i rigorosi principi del neoclassicismo, di cui Roma era considerata la capitale.

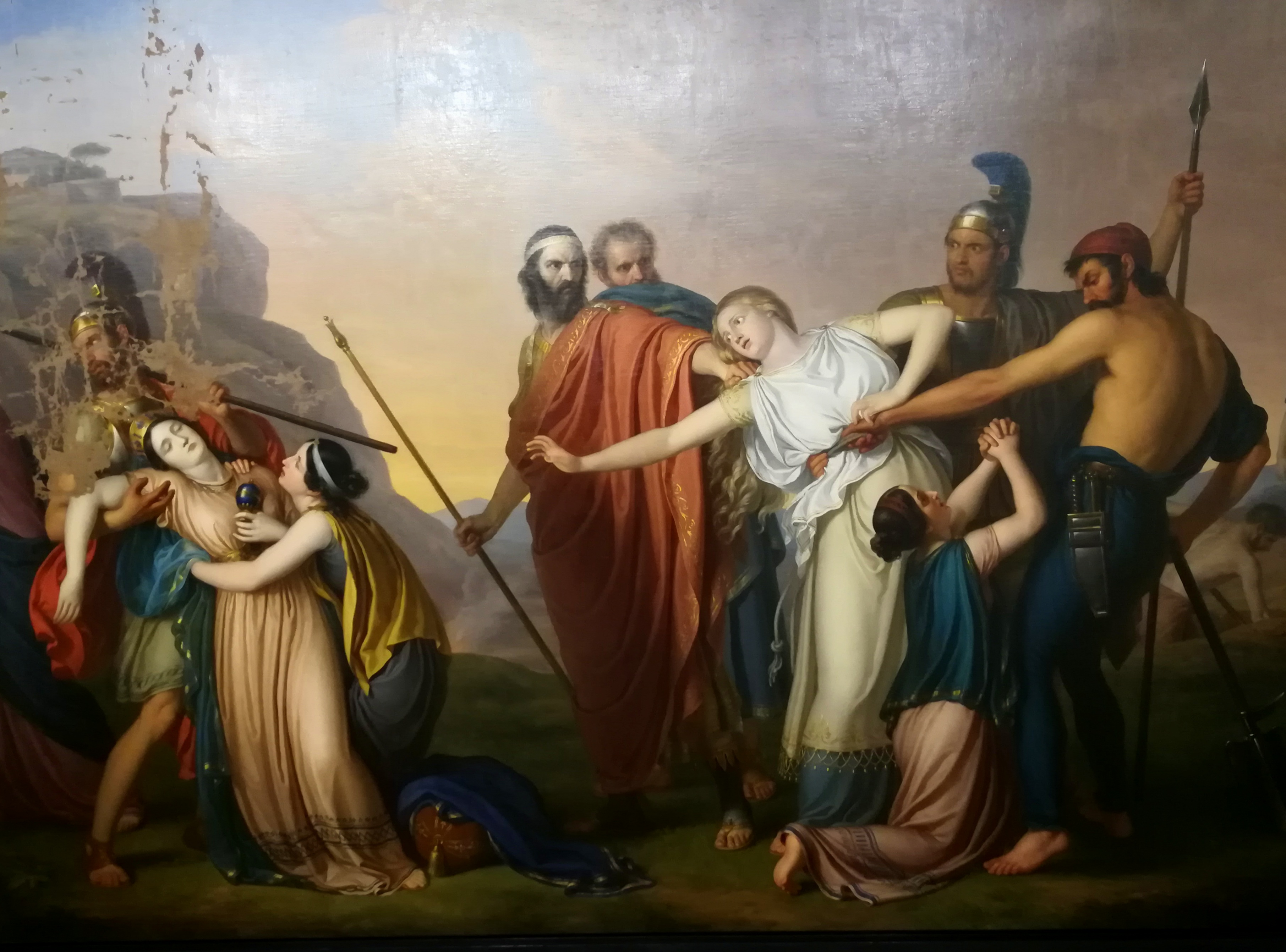
Antigone condannata a morte da Creonte, 1845, Giuseppe Diotti, olio su tela, cm 275x 375

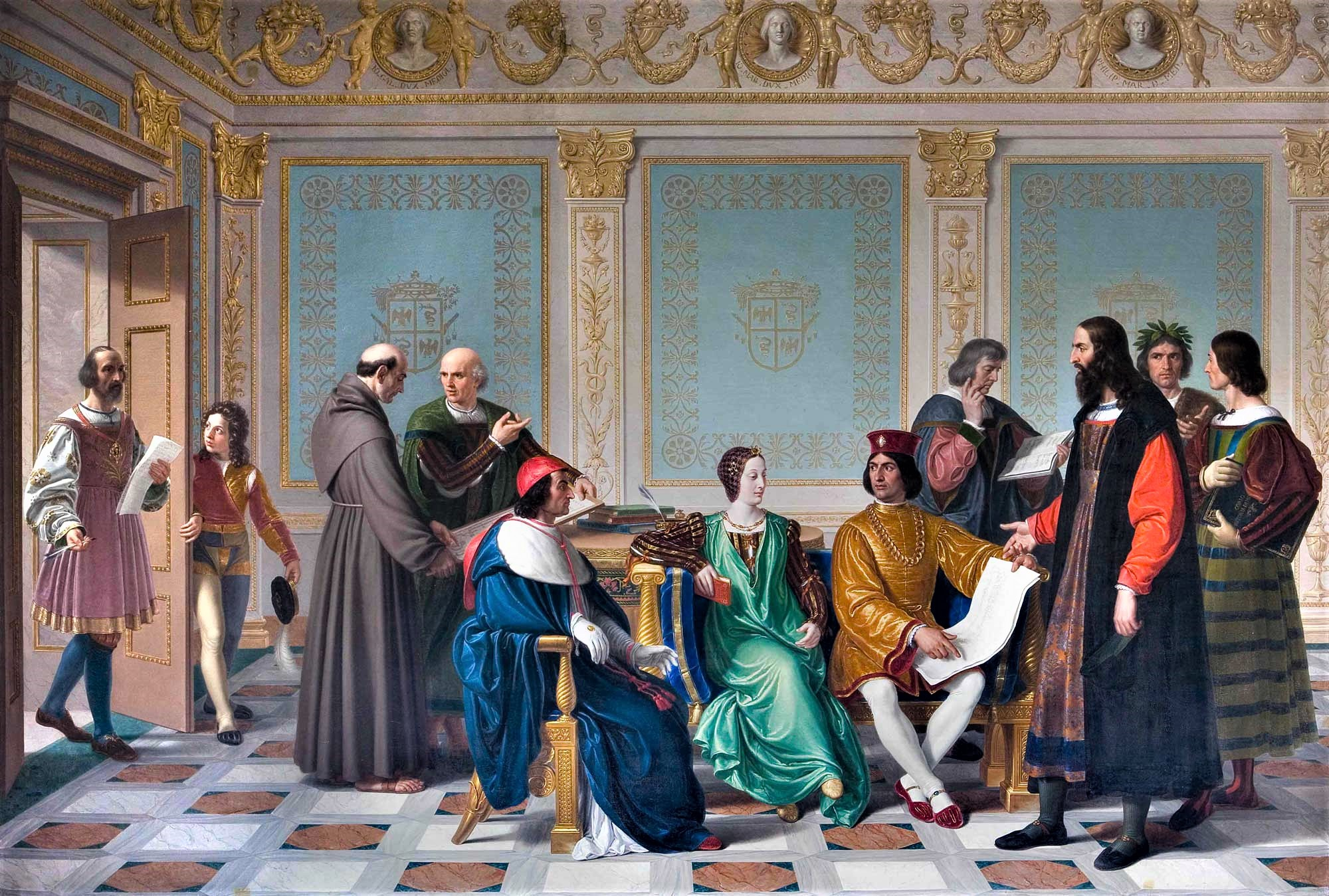
La corte di Ludovico il Moro (1823). A partire da sinistra: un paggio apre la porta al segretario Bartolomeo Calco. Al centro della scena sono seduti il cardinale Ascanio, la duchessa Beatrice e il duca Ludovico, cui Leonardo da Vinci sta mostrando il progetto per l'affresco del Cenacolo. Intorno a loro sono riconoscibili alcune altre grandi personalità della corte: a sinistra Bramante parla col matematico Fra' Luca Pacioli; a destra il musicista Franchino Gaffurio, che legge uno spartito, il poeta Bernardo Bellincioni, incoronato d'alloro, e lo storico Bernardino Corio, con sotto braccio la sua Historia di Milano.

Terminati i quattro anni di studio a Roma Diotti tornò a Milano dove rafforzò i legami con l'ambiente artistico cittadino, e in particolar modo con Andrea Appiani, il quale lo segnalò per il prestigioso incarico di direttore e docente di pittura per la nuova Accademia di Bergamo, dove si trasferì nel 1811, e dove passò molti anni dedicandosi completamente alla duplice attività di artista e insegnante.
Dipinse numerosi soggetti religiosi per chiese e oratori della provincia di Bergamo e ricevette anche commissioni dal suo paese natio, tra cui una pala d'altare raffigurante la Madonna col Bambino, Santo Stefano e San Giovanni Battista per la chiesa di Santo Stefano in Casalmaggiore, la Benedizione di Giacobbe per la Basilica di San Martino ad Alzano Lombardo.
Tra gli affreschi realizzati vi sono quelli per il presbiterio del duomo di Cremona e un ciclo mitologico per il palazzo Mina-Bolzesi sempre a Cremona, mentre tra le opere a soggetto storico vanno ricordati Il Conte Ugolino nella torre e, soprattutto, il Giuramento di Pontida.
In ambito pittorico, si distinse per la sua attenzione al classicismo, derivante da un minuzioso studio del Cinquecento e del Seicento, in controtendenza con le idee innovatrici che con il Romanticismo andavano diffondendosi nell'ambiente culturale milanese.
Dalla sua scuola uscirono, fra gli altri, Enrico Scuri, Giovanni Carnovali detto il Piccio, Giuseppe Carsana, Francesco Coghetti, Giacomo Trecourt, Luigi Trecourt, Pietro Racchetti, Giuseppe Rillosi e Giovanni Moriggia.

Nel 1840, per problemi di salute, tornò a Casalmaggiore, dove si stabilì nel nuovo palazzo fatto ristrutturare dall'architetto Fermo Zuccari. Nel 1844 fu eletto socio dell'Accademia nazionale di San Luca.

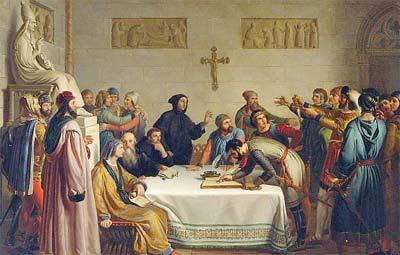
Il giuramento di Pontida (1836)

Il palazzo casalasco che fu la sua casa ospita oggi il Museo Diotti.

## Opere
- Mosè con le tavole della legge (incerta, post 1808)
- Mosè e il serpente di bronzo (1809)
- Adorazione dei pastori (1809)
- Rebecca (1810)
- San Pietro in predicazione (1812)
- Toeletta di Venere (1819)
- Autoritratto, (1821)
- La corte di Ludovico il Moro (1823, olio su tela, Museo Civico, Lodi).[2]
- Decollazione di San Giovanni Battista (1824)
- Ritratto del matematico Lorenzo Mascheroni (1826)
- Il Conte Ugolino nell'atto di mordersi le mani (1826)
- Isacco benedice Giacobbe (1835)
- Il pentimento di San Pietro (1839, Pieve di s. Andrea, Iseo)
- Bacio di Giuda (1840)
- Antigone condannata a morte da Creonte (1845)